# 4630 Каоніс
4630 Каоніс (4630 Chaonis) — астероїд головного поясу, відкритий 18 листопада 1987 року.
Тіссеранів параметр щодо Юпітера — 3,362.